# Neoserica multiflabellata
Neoserica multiflabellata är en skalbaggsart som beskrevs av Moser 1916. Neoserica multiflabellata ingår i släktet Neoserica och familjen Melolonthidae. Inga underarter finns listade i Catalogue of Life.